# 로타 (칠레)

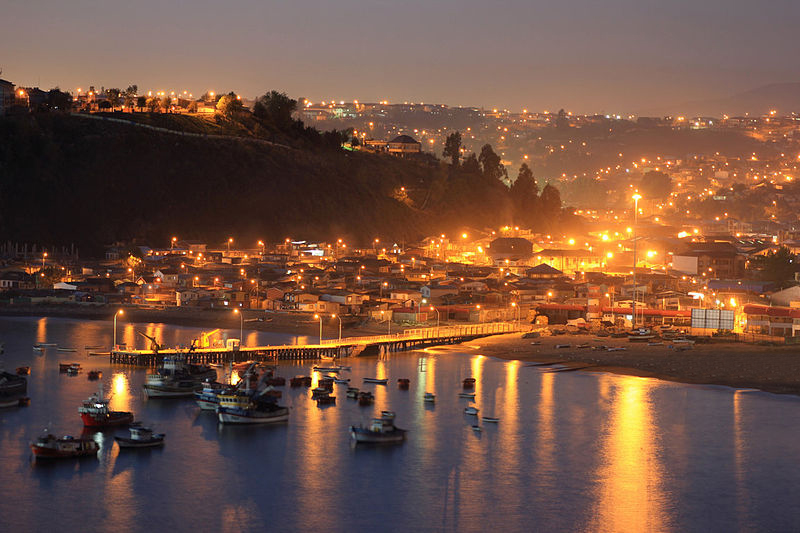
로타의 해넘이

로타(스페인어: Lota)는 칠레 비오비오주 콘셉시온 현에 위치한 도시로 면적은 135.8km2, 높이는 82m, 인구는 47,339명(2012년 기준)이다. 도시가 설립된 시기는 1662년이다. 콘셉시온 도시권을 형성하는 도시 가운데 한 곳이다. 콘셉시온에서 남쪽으로 39km 정도 떨어진 곳에 위치한다.